# Мержоев, Константин Сергеевич
Константин Сергеевич Мержоев (урожд. Константин Сафарбекович Мержоев) (р. 2 февраля 1967, село Левокумка, Минераловодский район, Ставропольский край) — выдающийся путешественник России. Мастер спорта, чемпион России по спортивному туризму, участник экспедиций «Буордах-92», «Транскавказ-93», «Северный полюс-94», «Дорогами России-97», «Кубанская кругосветка-98», «Сотый меридиан-2002», «Из варяг в греки-2003», «Дорогой героев-2005», «Евразия-2007», экспедиции вокруг России «РоссиЯ-2021». Неоднократный чемпион России по спортивному туризму. Заслуженный путешественник России. Директор Центра детского и юношеского туризма и экскурсий Краснодарского края. Член Совета и экспедиционного центра  Краснодарского регионального отделения Русского географического общества. 

## Биография
Окончил Кубанский государственный университет, географический факультет. С 2005 года работал главным консультантом Департамента молодежной политике Краснодарского края.  С 2014 года работал начальником отдела в Департаменте комплексного развития курортов и туризма Краснодарского края. С 2014 года по настоящее время работает директором центра туризма и экскурсий Краснодарского края.
Основатель молодежного форума «Регион-93» на территории Краснодарского края, учредительный слёт которого состоялся в Северском районе на Крымской поляне в 2005 году. В 2015 году форум отметил свой десятилетний юбилей.
Женат,  двое детей, две внучки, внук.

## Семья
- Отец Мержоев Сафарбек Хосботович
- Мать Мержоева Людмила Николаевна
- Жена Мержоева Людмила Юрьевна
  - Сын Мержоев Батыр Константинович
  - Дочь Мержоева Лейла Константиновна

## Экспедиция «Огненный пояс Земли»
Маршрут экспедиции прошёл вдоль вулканического пояса земли по территориям таких стран как Россия — США — Канада — США — Мексика — Гватемала — Сальвадор — Никарагуа — Коста-Рика — Панама — Колумбия — Эквадор — Перу — Чили — Аргентина — Новая Зеландия — Австралия — Папуа-Новая Гвинея — Индонезия — Филиппины — Япония — Россия. Старт экспедиции состоялся в феврале 2011 года. Уникальность этого проекта заключается в беспрерывном прохождении вокруг земного шара вдоль «Тихоокеанского огненного кольца».
Путешественники пересекли четыре континента, сделали восхождения на самые высокие действующие и недействующие вулканы всех материков и островов, входящих в огненный пояс земли. На пути лежали места древних цивилизаций, пустыни, ледники, каньоны, самые длинные горные цепи земного шара, острова населенные людоедами и самые развитые государства современности. Путешествие разделено на этапы, каждый из которых проходил только активными способами передвижения: пешком, лыжи, мото, вело, яхта, катамаран. На всем протяжении экспедиции путешественниками велась исследовательская работа и съемка кино фото материалов. Это первое в истории Российского и мирового спорта беспрерывное кругосветное путешествие вдоль «Тихоокеанского огненного кольца» активными способами передвижения (мотоцикл, велосипед, яхта, лыжи, пешком). Всего пройдено более 70 000 км.
4 июля 2013 года экспедиция вернулась в Краснодар. По итогам экспедиции в 2014 году на российских телеканалах вышел пятисерийный документальный фильм «Огненный пояс Земли».

## Награды
- Медаль ордена «За заслуги перед Отечеством» II степени (10 февраля 2025 года) — за достигнутые трудовые успехи и многолетнюю добросовестную работу[7]